# Adesmia pinifolia
Espèce
Adesmia pinifolia, de noms vernaculaires Bois jaune ou Colimamil, est une espèce de plantes à fleurs de la famille des Fabaceae (légumineuses), de la sous-famille des Faboideae et du genre Adesmia. Le bois jaune pousse entre 2 000 et 3 500 m au sud de la cordillère des Andes.

## Description

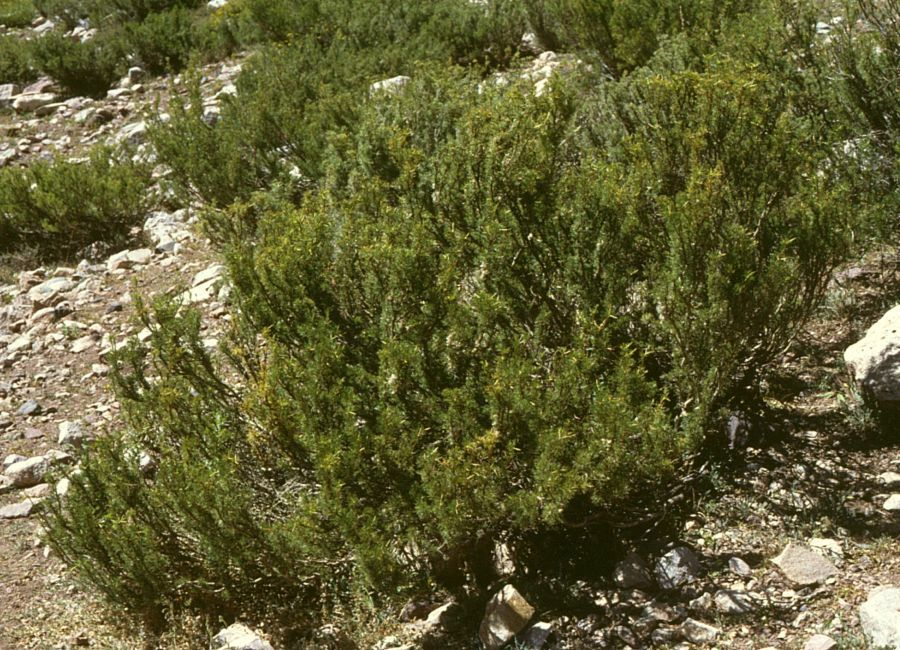
Aspect général de la plante.

C'est l'arbrisseau le plus haut de la cordillère, vivace, aux branches dressées, à l'écorce jaune. Les petites feuilles épineuses sont en forme d'aiguilles de 1 à 2,5 cm de long, groupées ; les fleurs jaunes sont minuscules ; les fruits sont très plumeux. 

## Habitat

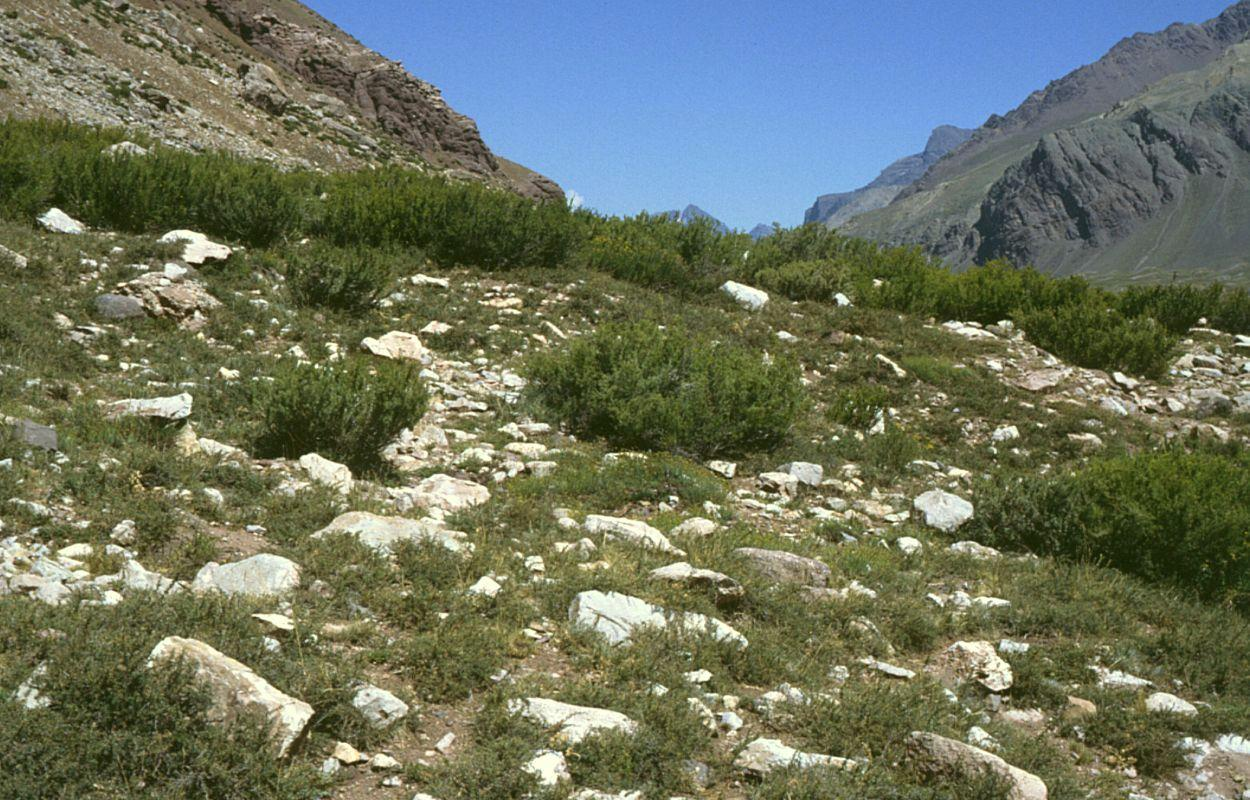
Habitat de Adesmia pinifolia.

Le bois jaune pousse parmi les broussailles d'altitude dans les Andes. 

## Taxonomie
Adesmia pinifolia a été décrit par Hook. & Arn. et publié dans Botanical Miscellany 3: 192. 1833. 

### Étymologie
- Adesmia: nom générique dérivé des mots grecs:

a- (sans) et desme (paquet), en référence aux étamines libres.
- pinifolia : épithète latin qui signifie « à feuilles de pin » dû à la ressemblance avec les aiguilles de pin[3].

### Synonymie
- Patagonium pinifolium (Hook. & Arn. ) Kuntze[4]